# دانیل لاووا
دانیل لاووا (فرانسوی: Daniel Lavoie‎؛ زاده ۱۷ مارس ۱۹۴۹) یک موسیقی‌دان، آهنگ‌ساز، ترانه‌سرا، خواننده، تهیه‌کننده، شاعر و هنرپیشه اهل کانادا است. وی از سال ۱۹۷۰ میلادی تاکنون مشغول فعالیت بوده و برندهٔ جوایز گوناگونی در زمینه موسیقی شده است.
یکی از دلایل شهرتِ او، ایفای نقشِ «کلود فرولو» در «نمایش موزیکال گوژپشت نوتردام فرانسه» و همچنین اجرایِ ترانهٔ مشهور «آن‌ها عاشقند» است.